# جان دی (اورگن)
جان دی (به انگلیسی: John Day) شهری در شهرستان گرنت ایالت اورگن است و در سرشماری سال ۲۰۱۱ میلادی، ۱٬۷۴۴ نفر جمعیت داشته که نسبت به سال ۲۰۱۰، ۰٫۶۳ درصد رشد جمعیت داشته‌است.

## موقعیت جغرافیایی
موقعیت جغرافیایی شهرها و مناطق اطراف به شرح زیر است: